# Тайчжунський національний оперний театр

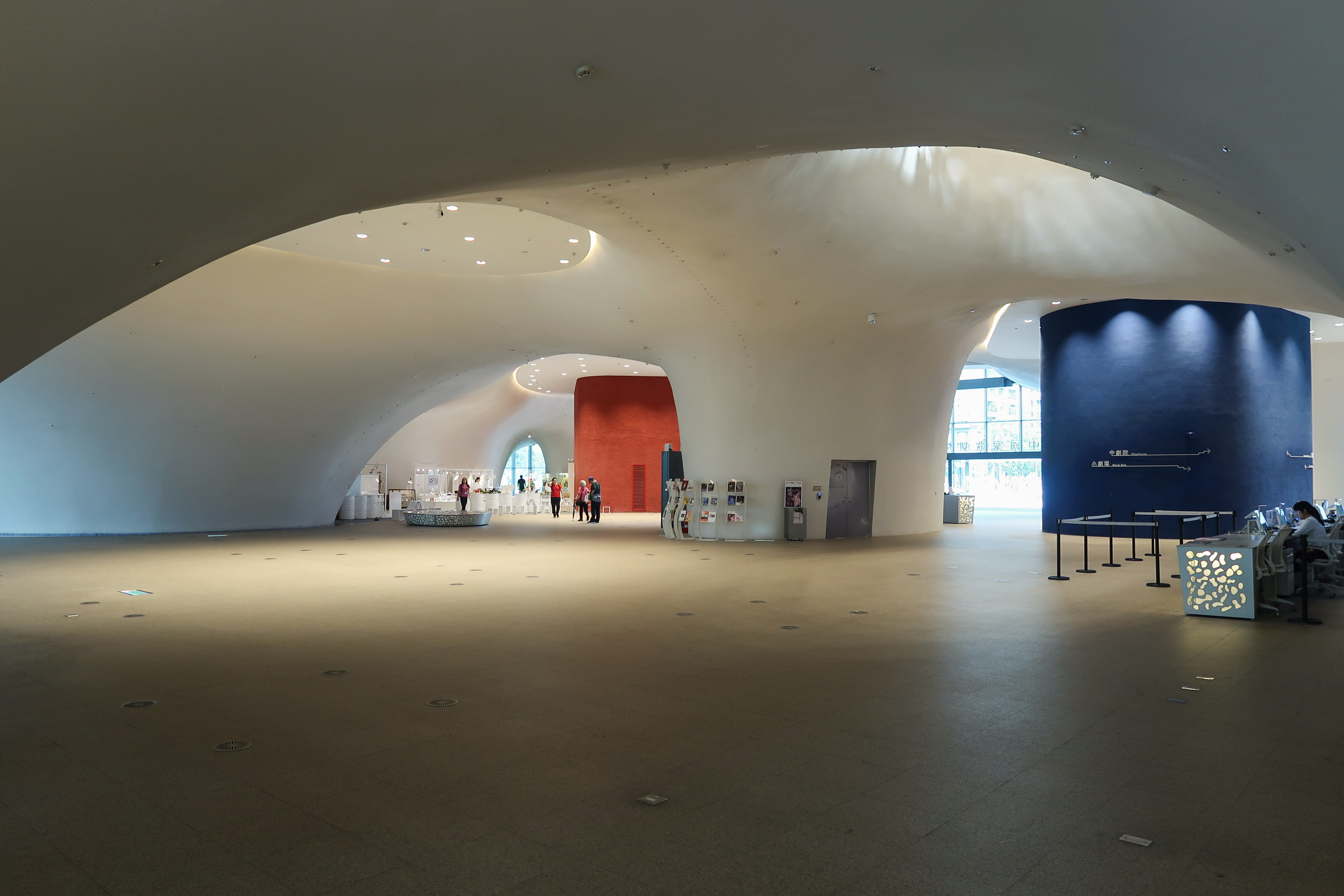
Вестибюль 1 рівня

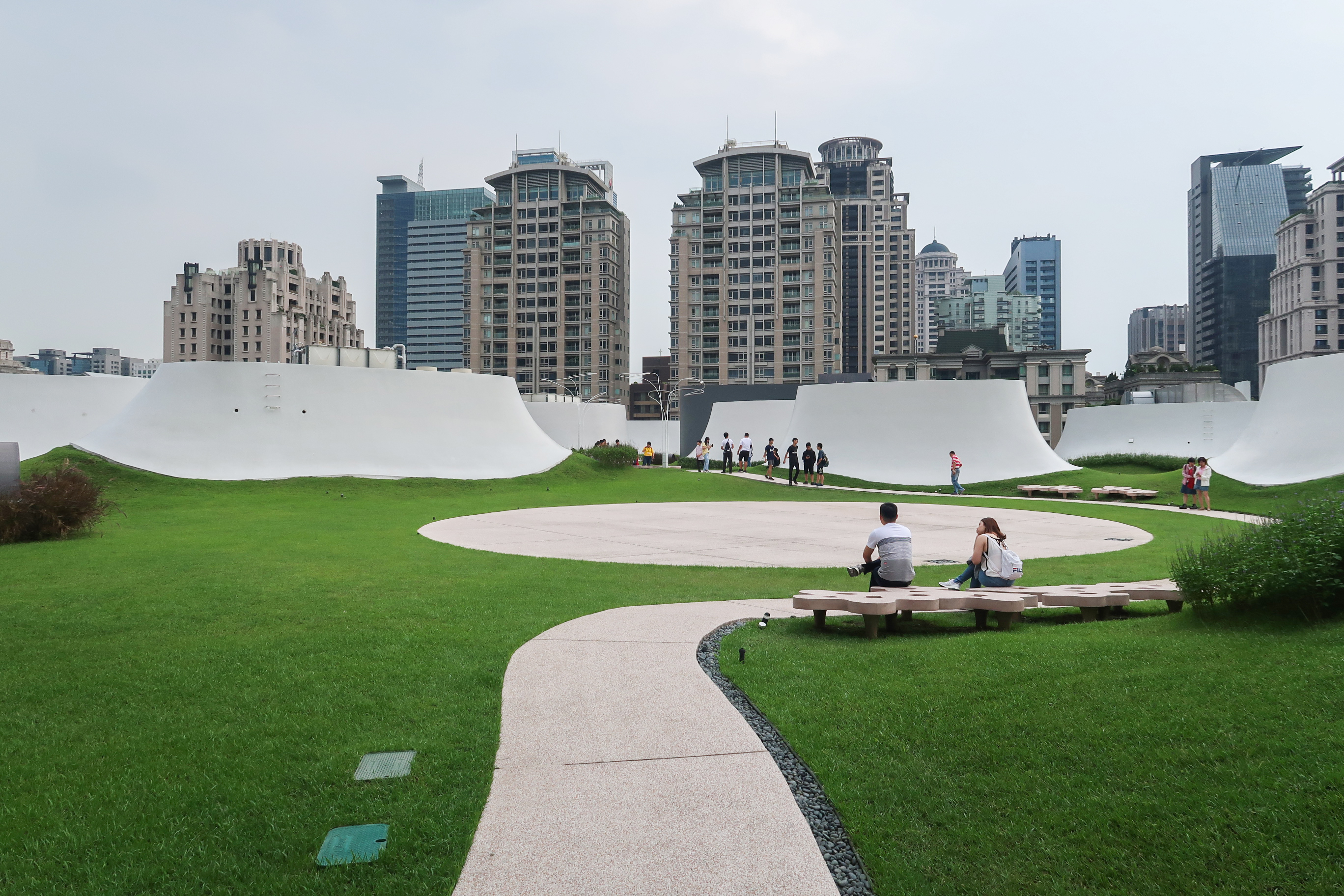
Рівень 6 Небесний сад

Тайчжунський національний оперний театр (трад. кит.臺中國家歌劇院; піньїнь: Táizhōng Guójiā Gējù Yuàn) розташований в районі Сітун міста Тайчжун на Тайвані. Спроєктований японським архітектором Тойоо Іто, лауреатом Прітцкерівської премії, у співпраці з Сесілом Бальмондом з Arup AGU. Контракт було укладено 11 листопада 2009 року, будівництво тривало 45 місяців. Пілотне відкриття відбулося 23 листопада 2014 року, а офіційно театр відкрився 30 вересня 2016 виконанням опери Р. Вагнера «Золото Рейну».
Загальна площа — 58 тис. кв.м. У театрі є три зали для глядачів: великий зал на 2000 осіб, середній зал на 800 осіб і малий зал на 200 осіб.
Документальний фільм про будівництво театру був знятий телеканалом «Діскавері» і отримав три номінації на 22-му конкурсі Азійських телевізійних фільмів (Asian Television Awards — ATA).

## Фотогалерея

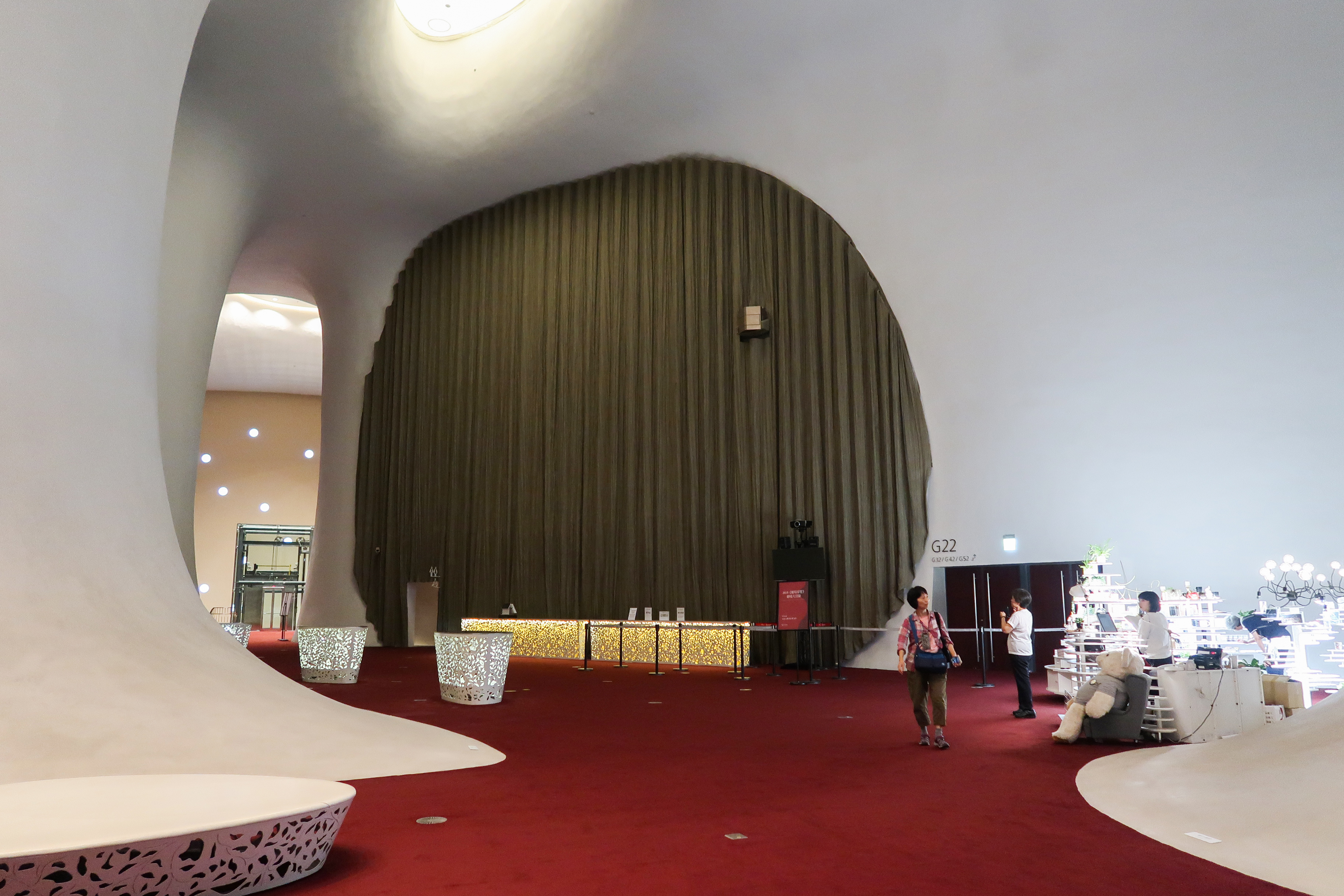
Лобі
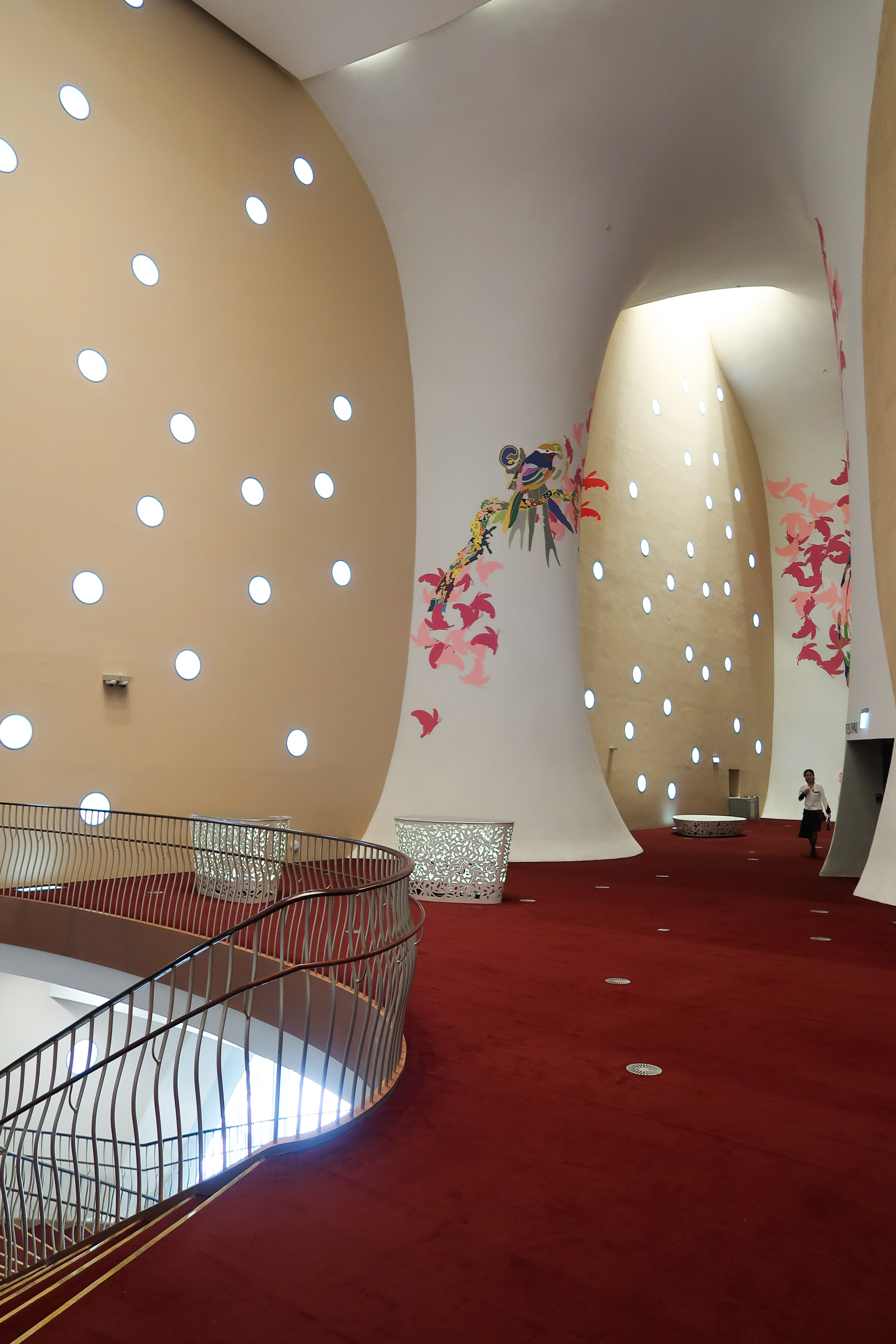
Інтер'єр на другому поверсі
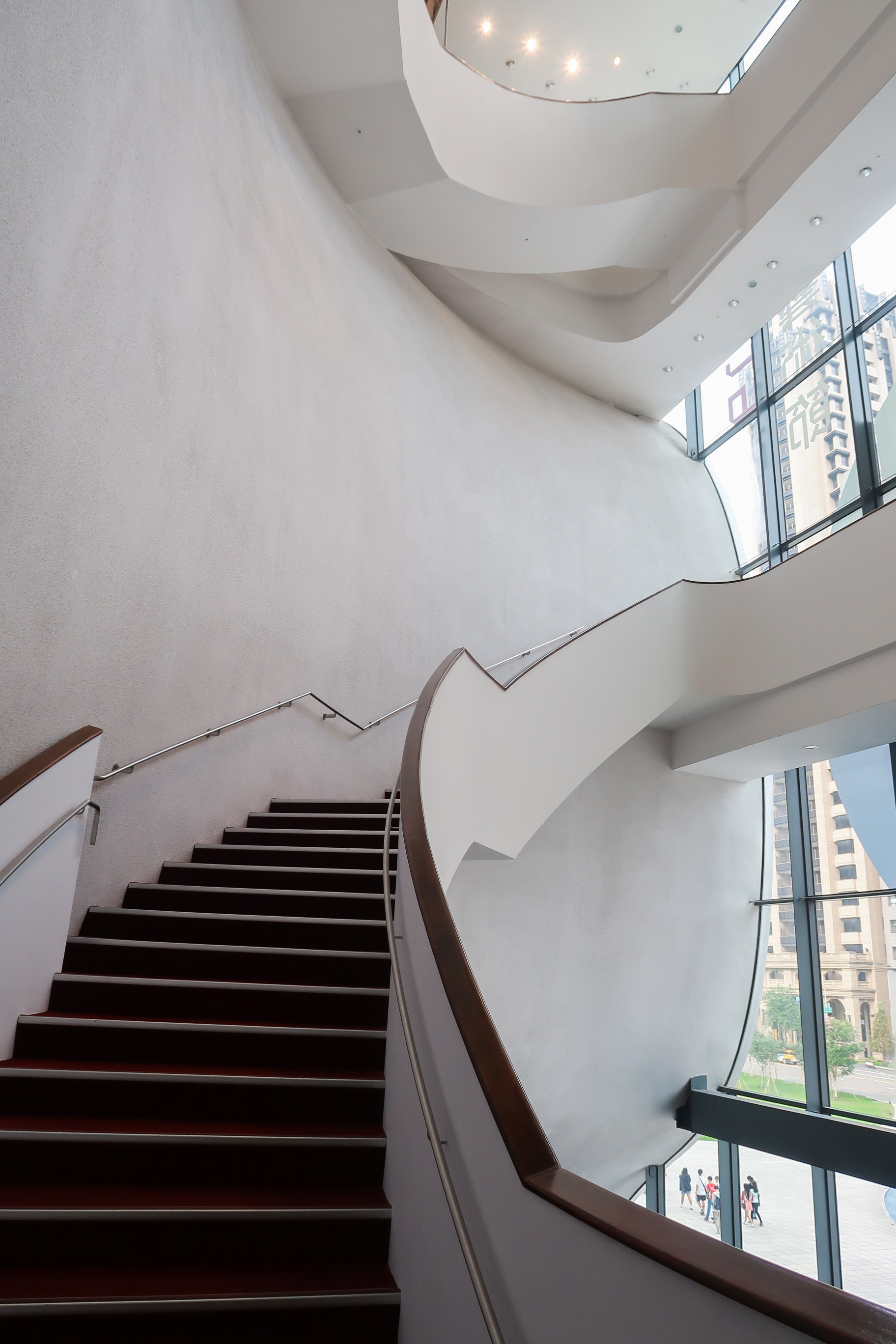
Сходи
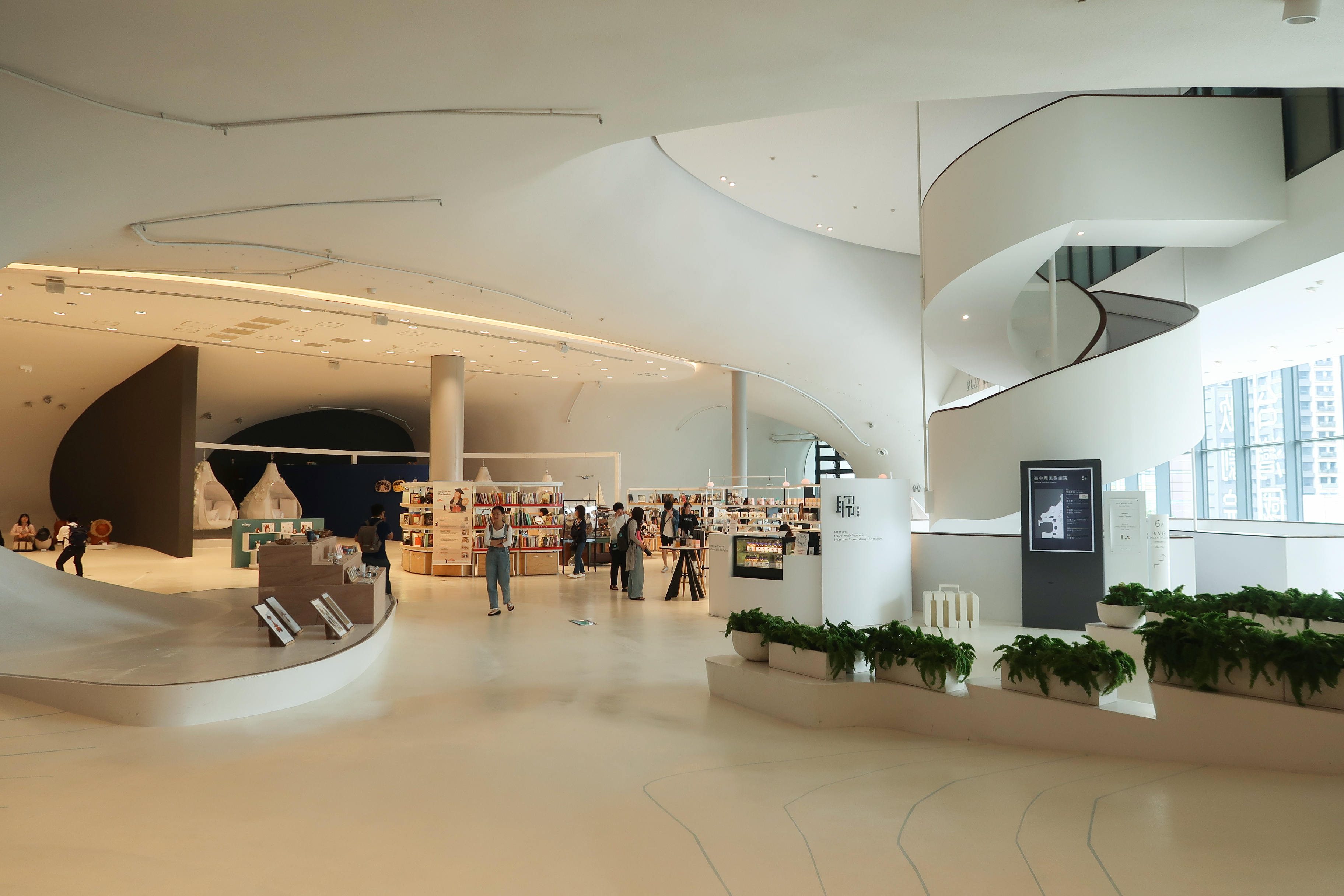
Сувенірний магазин на 5 поверсі
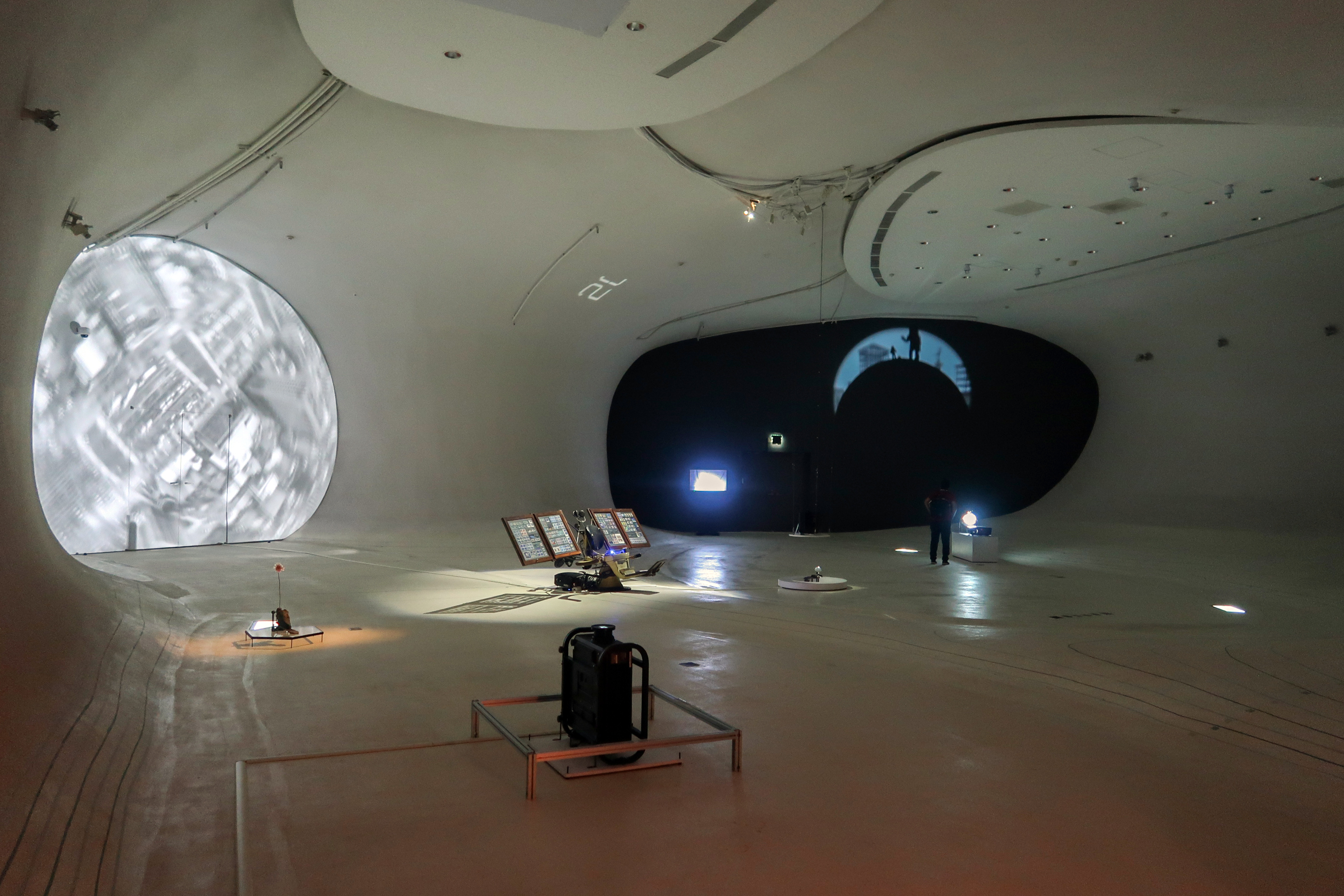
Галерея на 5 поверсі